# Fairhope (Pensilvania)
Fairhope es un lugar designado por el censo ubicado en el condado de Fayette en el estado estadounidense de Pensilvania. En el año 2010 tenía una población de 1.151 habitantes y una densidad poblacional de 548,1 personas por km².

## Geografía
Fairhope se encuentra ubicado en las coordenadas 40°6′44″N 79°50′24″O / 40.11222, -79.84000.. Según la Oficina del Censo de los Estados Unidos, Fairhope tiene una superficie total de 0,83 mi² (2,1 km²), de la cual 0,83 mi² (2,1 km²) corresponden a tierra firme y 0 mi² (0 km²) es agua.